# 가우스전자 (드라마)
《가우스전자》는 2022년 9월 30일부터 2022년 11월 5일까지 방송했던 지니 TV, Seezn, ENA 금토 드라마였다.

## 프로그램 소개
다국적 문어발 기업 가우스전자 내 대기 발령소라고 부르는 생활가전본부 마케팅3부를 배경으로 펼쳐지는 청춘들의 오피스 코미디 드라마

## 제작진

### 기획
- 주식회사 KT스튜디오지니

### 제작사
- 주식회사 팬엔터테인먼트
- 주식회사 링가링

### 크리에이터
- 서수민 : KBS 2TV 《뮤직뱅크》(공동 연출), KBS 2TV 《폭소클럽》(공동 연출), KBS 2TV 《비타민》(공동 연출), KBS 2TV 《스펀지 0》(공동 연출), KBS 2TV 《개그사냥》(연출), KBS 2TV 《폭소클럽 2》(연출), KBS 2TV 《개그콘서트》(공동 연출), KBS 2TV 《해피선데이》(공동 연출), KBS 2TV 금토 드라마 《프로듀사》(공동 연출), KBS 2TV 《유희열의 스케치북》(공동 연출), KBS 2TV 《어서옵SHOW》(기획), KBS 2TV 주간 시트콤 《마음의 소리》(공동 집필), KBS 2TV 금토 드라마 《최고의 한방》(기획), ENA 《술로라이프》(책임 PD), KBS 2TV 《김생민의 영수증》(기획), KBS 2TV 《거기가 어딘데??》(공동 연출), JTBC 《장르만 코미디》(공동 연출), JTBC 《리스타트업, 살아있네》(연출) 연출

### 극본
- 강고은
- 서한나

### 연출
- 박준수

## 출연진

### 주요 인물
- 곽동연 : 이상식 역 - 가우스전자 생활가전본부 마케팅3부 사원, 눈치 제로 상식 주의자
- 고성희 : 차나래 역 - 가우스전자 생활가전본부 마케팅3부 대리, 불같은 성격을 가진 활화산
- 배현성 : 백마탄 역 - 가우스전자 생활가전본부 마케팅3부 신입 사원, 사실은 서민 체험 중인 재벌 2세
- 강민아 : 건강미 역 - 가우스전자 생활가전본부 마케팅3부 사원, 술만 마시면 폭식은 기본, 힘은 헐크가 되는 초흙수저

### 마케팅 3부
- 백현진 : 기성남 역 - 가우스전자 생활가전본부 마케팅3부 차장, 콩글리시가 특기인 꼰대
- 허정도 : 위장병 역 - 가우스전자 생활가전본부 마케팅3부 부장, 어떤 위기와 시련에도 미소를 잃지 않는 월급 루팡러
- 전석찬 : 차와와 역 - 가우스전자 생활가전본부 마케팅3부 과장, 곧 마흔이지만 결혼보다 탈모가 고민인 빛이 나는 솔로
- 고우리 : 성형미 역 - 가우스전자 생활가전본부 마케팅3부 과장, 무표정으로 모든 일들을 해결하는 일잘러
- 백수장 : 김문학 역 - 가우스전자 생활가전본부 마케팅3부 대리, 소설가를 꿈꿨지만 현실에서는 보고서와 경위서 전문
- 조정치 : 나무명 역 - 가우스전자 생활가전본부 마케팅3부 대리, 눈에 잘 띄지 않는 미확인 그림자 직장인

### 그 외 인물
- 이소희 : 모해영 역 - 이상식이 짝사랑하는 같은 회사 홍보팀 직원
- 스잘 김 : 아지즈 역 - 이상식 집에 같이 사는 인도인 룸메이트
- 김지성 : 최달순 역 - 가우스전자 이사. 이름으로 보아 원작의 빌런인 최달봉의 TS로 보인다.
- 미상 : 천억대 역
- 미상 : 감사팀 직원 역
- 김경일 : 김 비서 역 - 백마탄 비서
- 최반야 : 마탄모 역 - 백마탄 엄마
- 김법래 : 백조원 역

### 특별 출연
- 윤박 : 배수진 역 - 前 가우스전자 면접관, 부장.
- 이찬형 : 김상수 역 - 모해영 남자 친구.
- 우주소녀 쪼꼬미
- 김성원

## 시청률
최저 시청률과 최고 시청률은 시청률 조사회사와 지역별로 시청률에 차이가 있을 수 있습니다.
| 회차 | 방송일    | 부제 (서브 타이틀)                                          | 시청률 |
| ---- | --------- | ----------------------------------------------------------- | ------ |
| 1회  | 9월 30일  | 바람 잘 날 없는 날엔, 노윈드 에어컨                         | 0.433% |
| 2회  | 10월 1일  | 선을 넘어서, 로봇청소기 '똘똘이'                            | 0.496% |
| 3회  | 10월 7일  | 냉수 먹고 속 차려요, 가우스 정수기                          | 0.609% |
| 4회  | 10월 8일  | 빠져야 새로 나지, 탈모관리기 '새로나'                       | 0.336% |
| 5회  | 10월 14일 | 내 마음이 들리니? AI 스피커                                 | 0.635% |
| 6회  | 10월 15일 | 아프지만 시원하다, 가우스 마사지건                          | 0.548% |
| 7회  | 10월 21일 | 경로를 재탐색합니다. 네비게이션 '딴 길로'                   | 0.869% |
| 8회  | 10월 22일 | 당신의 심장이 말하는 대로, 가우스 워치                      | 0.473% |
| 9회  | 10월 28일 | 뭐가 자꾸 걸려요? 가우스 믹서기 '잘 갈아'                   | 0.65%  |
| 10회 | 10월 29일 | 보여줄게, 완전히 달라진 나, 가우스 전동거꾸리 '180(일팔공)' | 0.57%  |
| 11회 | 11월 4일  | 너무 밝히지 마세요, 가우스 LED 스탠드 '쉿,크릿'             | 0.488% |
| 12회 | 11월 5일  | 내일 뵙겠습니다                                             | 0.455% |